# Станислав Стратиев
Станислав Стратиев, роден като Станко Стратиев Миладинов, е български сатирик, писател и драматург.

## Биография
Роден е на 9 септември 1941 г. в София. Завършва българска филология в Софийския държавен университет през 1968 г. През 1964 – 1968 г. е редактор във в. „Народна младеж“, а през 1968 – 1975 г. работи във в. „Стършел“. От 1975 г. е драматург на Държавния сатиричен театър в София.
За пръв път Станислав Стратиев публикува през 1958 г. във в. „Средношколско знаме“. Сътрудничи с разкази и фейлетони на вестниците „Народна младеж“, „Стършел“, „Пулс“, „Стандарт“, „24 часа“ и на списанията „Родна реч“, „Пламък“, „Септември“, „Театър“. Дебютът му в прозата с книгата „Самотните вятърни мелници“ през 1969 г. е посрещнат възторжено от критиката.
През 90-те години има своя постоянна колонка във в. „Стандарт“.
Станислав Стратиев умира в София на 20 септември 2000 година.

## Пиеси
- „Римска баня“ (1974)
Премиера в Сатиричен театър – февруари 1974 г. Постановка – Нейчо Попов
- „Сако от велур“ (1976)
Премиера в Сатиричен театър – декември 1976 г. Постановка – Младен Киселов
- „Рейс“ (1980)
Премиера в Сатиричен театър – март 1980 г. Постановка – Младен Киселов
- „Рагаца“ (1982)
Премиера в Централен куклен театър – януари 1982 г. Постановка – Яна Цанкова
- „Не падай духом“ (1982)
Премиера в Младежки театър – май 1982 г. Постановка – Николай Поляков
- „Максималистът“ (1984)
Премиера в Сатиричен театър – май 1984 г. Постановка – Крикор Азарян и Маргарита Младенова
- „Животът, макар и кратък“ (1986)
Премиера в Сатиричен театър – октомври 1986 г. Постановка – Здравко Митков
- „Подробности от пейзажа“ (1987)
Премиера в Театър „Българската армия“ – март 1987 г. Постановка – Пламен Марков
- „Балкански синдром“ (1987)
Премиера в Сатиричен театър – октомври 1987 г. Постановка – Иван Добчев
- „Мамут“ (1990)
Премиера в Сатиричен театър – октомври 1990 г. Постановка – Пламен Марков
- „От другата страна“ (1993)
Премиера в Сатиричен театър – януари 1993 г. Постановка – Пламен Марков
- „Зимните навици на зайците“ (1996)
Премиера в Сатиричен театър – октомври 1996 г. Постановка – Пламен Марков
- „Празни стаи“ (1999)
Премиера в Театър „София“ – април 1999 г. Постановка – Здравко Митков
- „Мотиви за кларинет“ (2001)
Премиера в Сатиричен театър – април 2001 г. Постановка – Иван Урумов

## Филмография
- „Врабците през октомври“ (8-сер. тв, 2006)
- „И Господ слезе да ни види“ (2001)
- „Коледни апаши“ (тв, 1994)
- „Равновесие“ (1983)
- „Оркестър без име“ (1982)
- „Слънце на детството“ (2-сер. тв, 1981)
- „Кратко слънце“ (1979)
- „Гардеробът“ (1974)
- „Пазачът на крепостта“ (1974)

## Награди
- 1978 г. – Награда „Чудомир“.
- 1983 г. – Награда на Съюза на българските писатели за книгата „Живот в небето“.
- 1984 г. – Награда „София“ за литература и театър за пиесата „Римска баня“.
- 1984 г. – Втора награда от VII Национален преглед на българската драма и театър.
- 1986 г. – Димитровска награда
- 1989 г. – Трета награда на VIII Национален преглед на българската драма и театър.
- 1990 г. – Първа награда на Конкурса за европейска драматургия в Мобьож, Франция за пиесата „Животът, макар и кратък“.
- 1992 г. – Награда „Чудомир“.
- 1993 г. – Национална награда за хумор и сатира в литературата от XI Международно биенале на хумора и сатирата – Габрово.
- 1993 г. – Втора награда в световния конкурс на Би Би Си за пиесата „От другата страна“.
- 1993 г. – Награда „Аскеер“ на „Академия Аскеер“ за пиесата „От другата страна“.
- 1995 г. – Награда „Златен ланец“ в литературния конкурс на в. „Труд“.[11]